# ۱۱۰۳ (قمری)
۱۱۰۳ (قمری)، هزار و صد و سومین سال در گاهشماری هجری قمری است. اول محرم این سال برابر با بیست و چهارم سپتامبر سال ۱۶۹۱ میلادی است.

## زادگان
- حزین لاهیجی : شاعر ایرانی.